# Broederschap Saint Marc
De Broederschap Saint-Marc is een Franse vereniging die ernaar streeft om de verering van Markus in stand te houden.
Het feest van Sint-Marc is vergelijkbaar met de Romeinse Robigalia vieringen ter ere van "Robigo", een godheid die werd ingeroepen om roest uit de tarwe te weren.
De kerk verbond het heidense feest van Robigo (tarwe) of van Bacchus (wijn) met Marcus (de evangelist) die als beschermheer van de wijnmakers en wijngaarden is aangewezen.
Tijdens het huidige Sint-Marcfeest wordt dan ook gebeden om de groei van de gewassen en de processies (rogations) zijn gericht op gunstig weer en regen voor de wijngaarden. In vroeger tijden doorkruisten de leden van de broederschap de wijngaarden om te zien of het gewas er goed voor stond. Tegenwoordig is het de enige wijngaardeniersbroederschap met nog de eigen rituelen van dans en zang.
In enkele steden in Frankrijk (o.a. Villeneuve-lès-Avignon), Italië en Portugal wordt het feest van Sint-Marcus nog altijd gevierd. De plaatselijke verenigingen of broederschappen organiseren meestal eens in de twee jaar en soms jaarlijks op of rond 25 april het feest.
De broederschap is ontstaan in Italië omstreeks 1200 Scuola Grande di San Marco.

## Sint-Marcfeest in Villeneuve-lès-Avignon (2015)

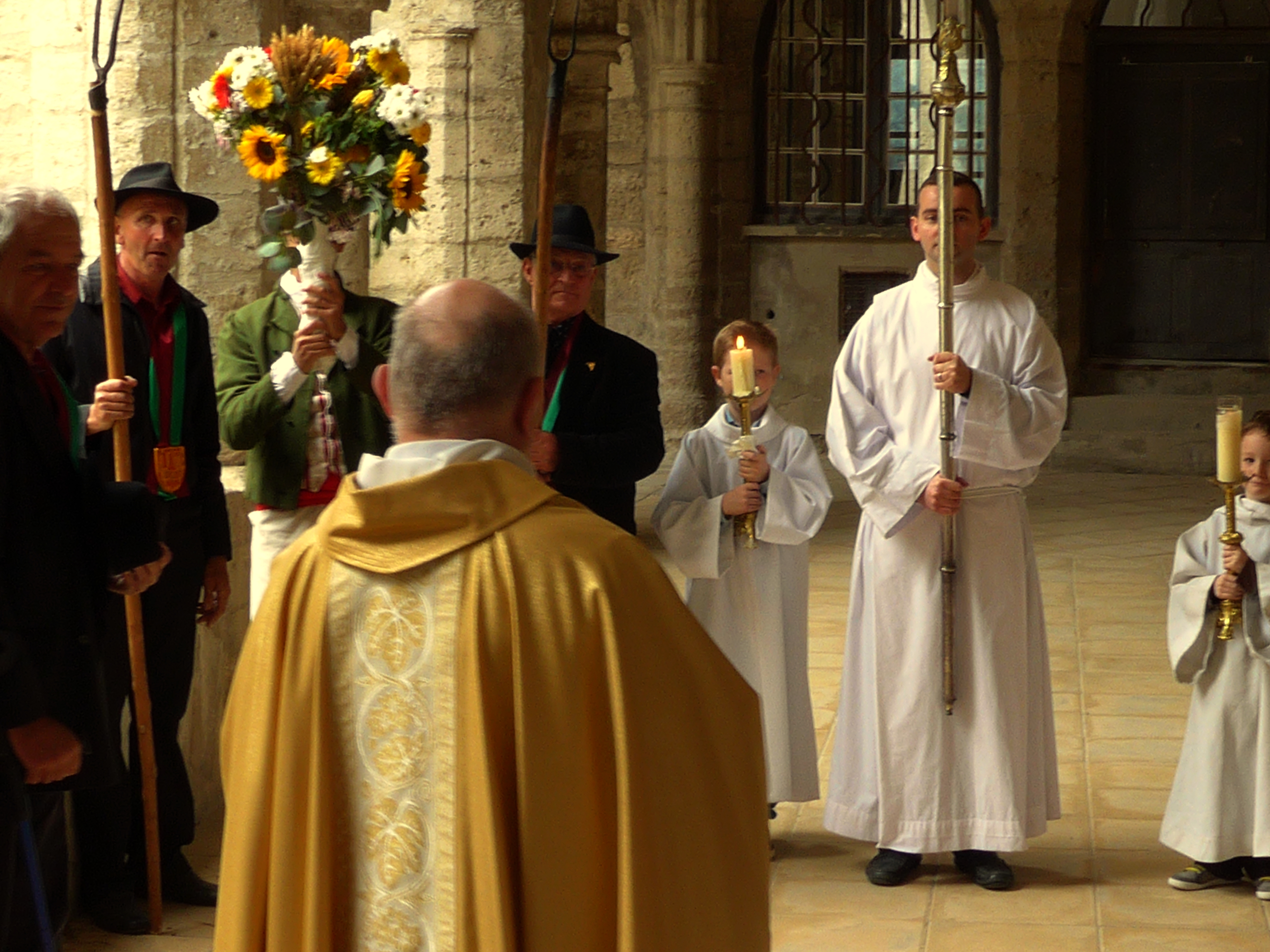
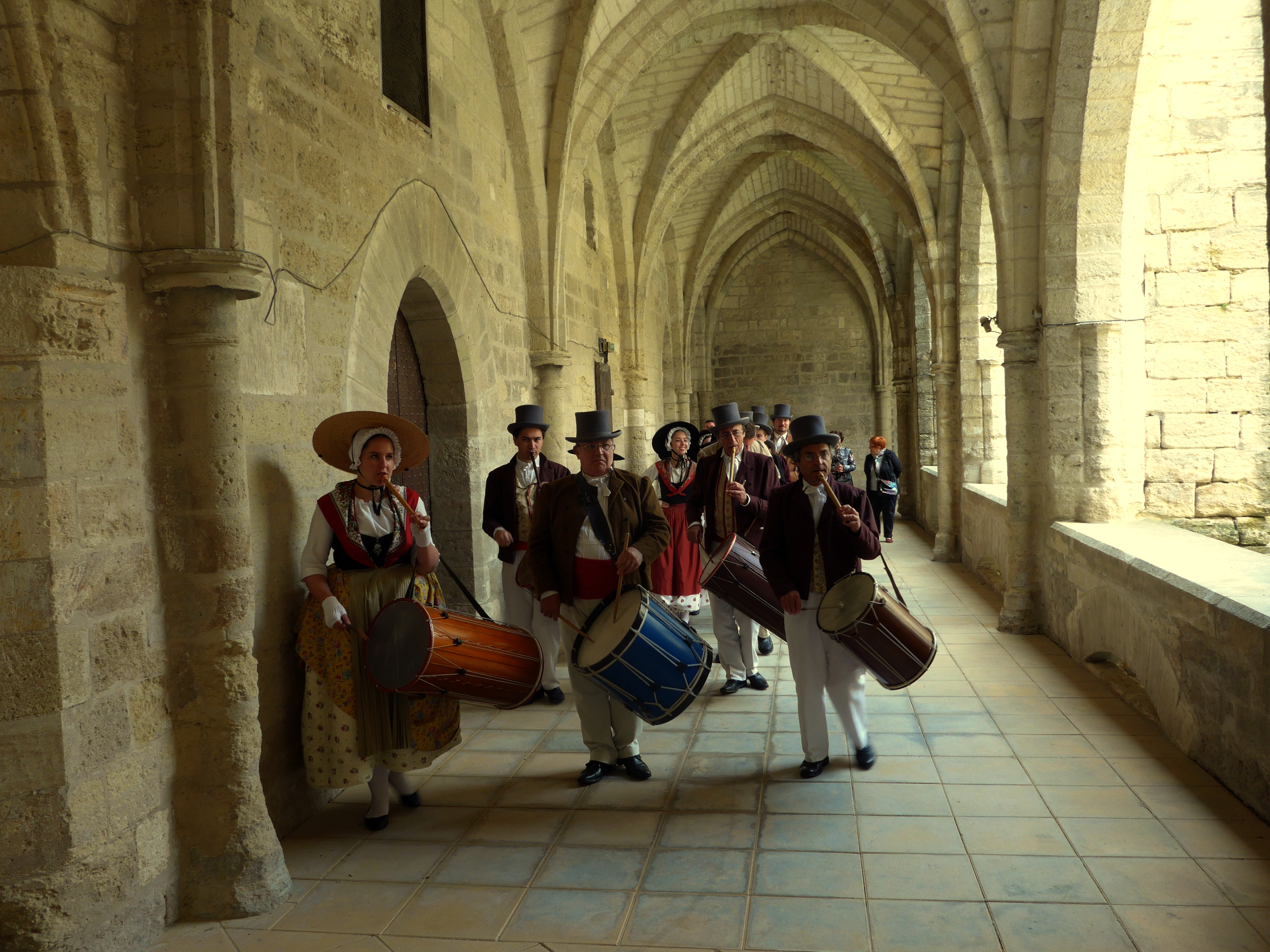
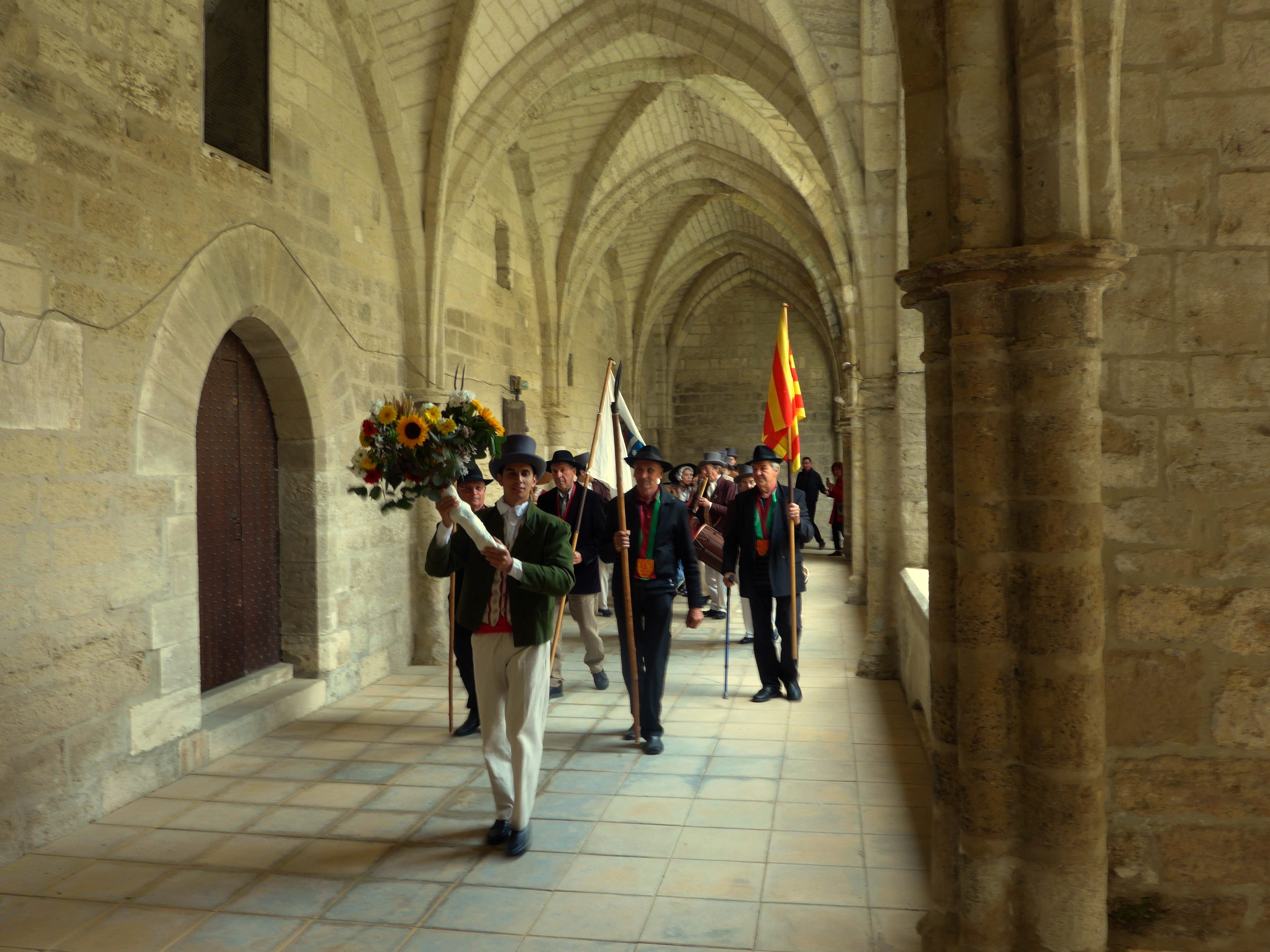
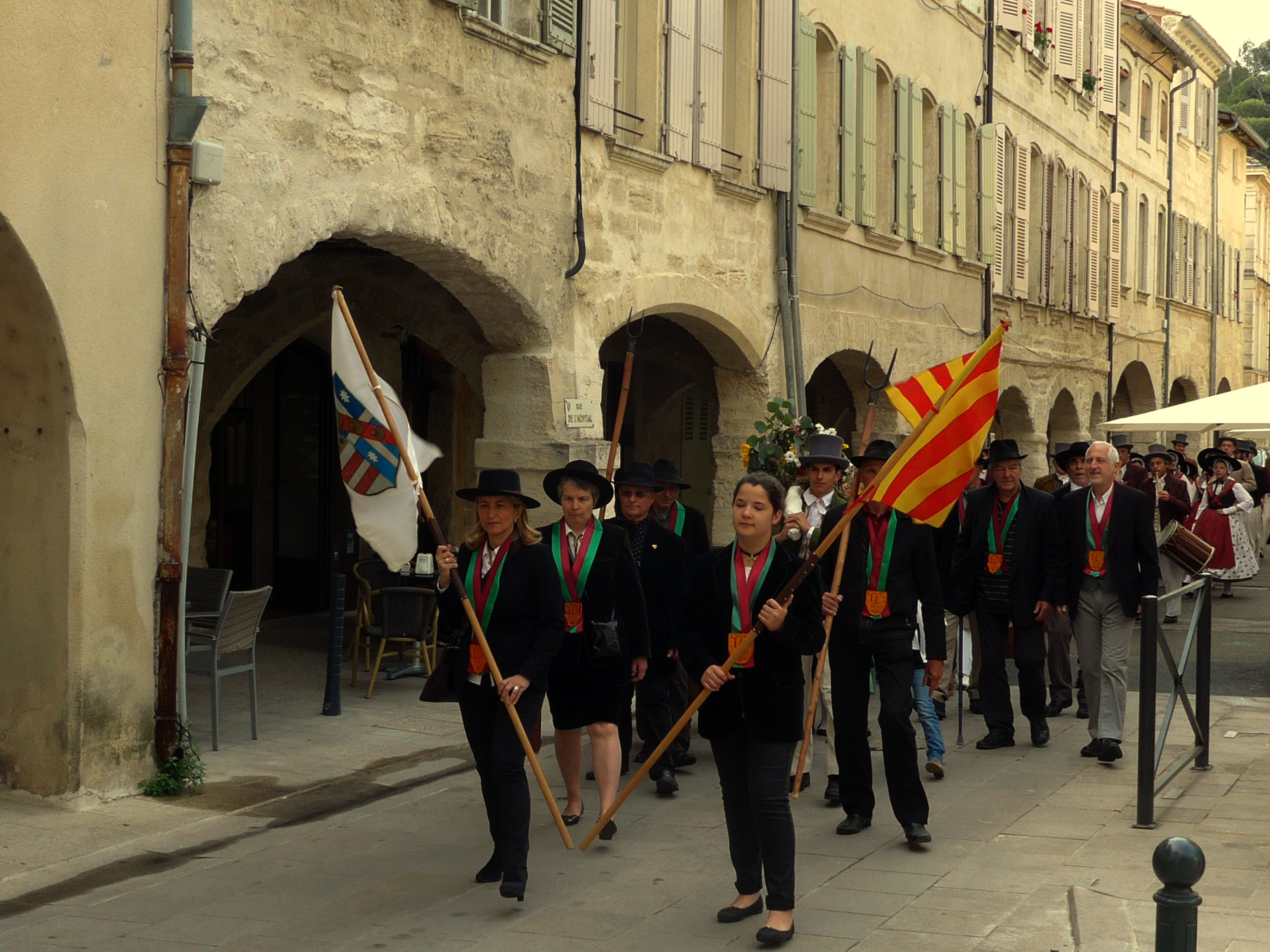
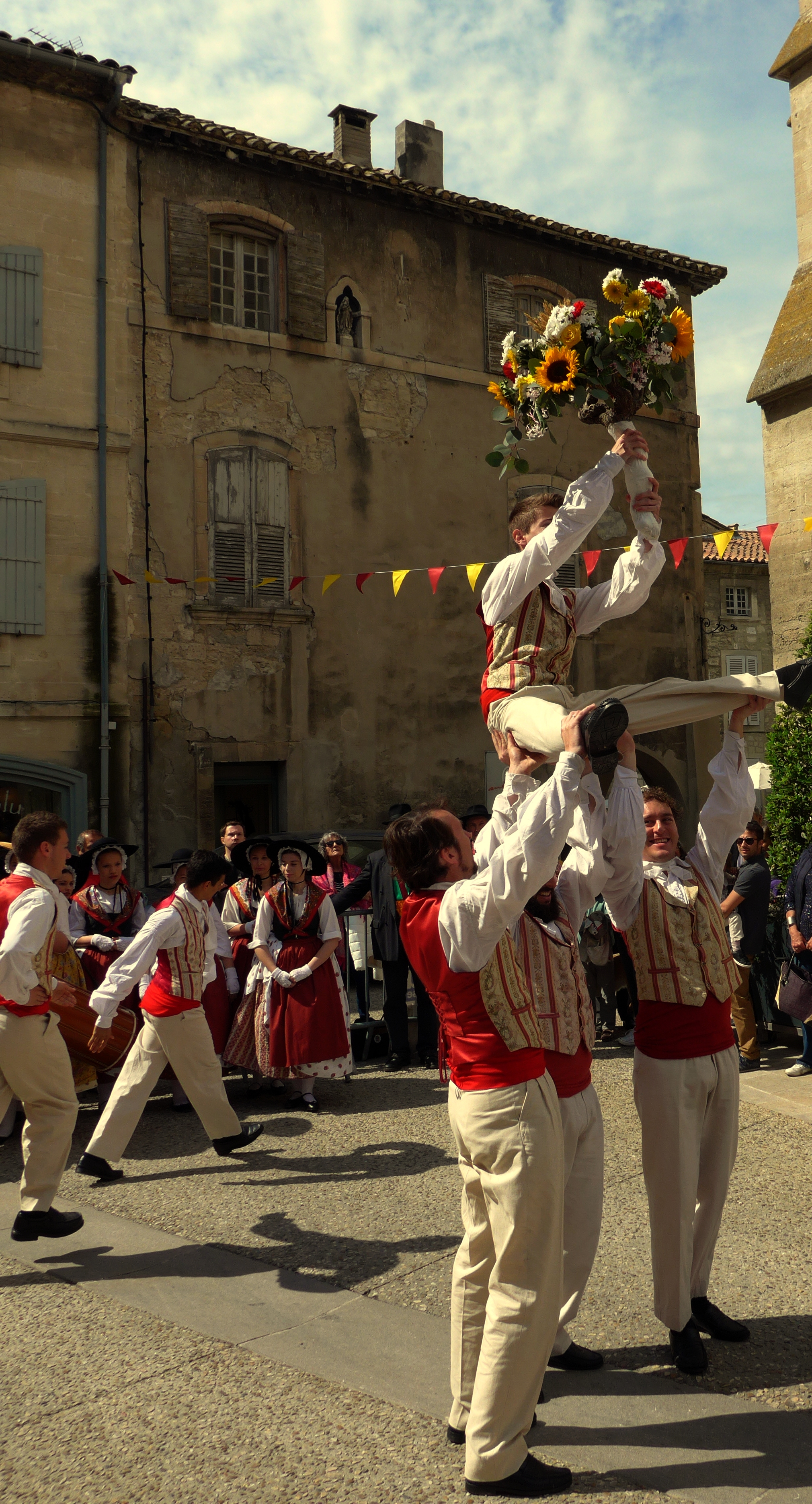
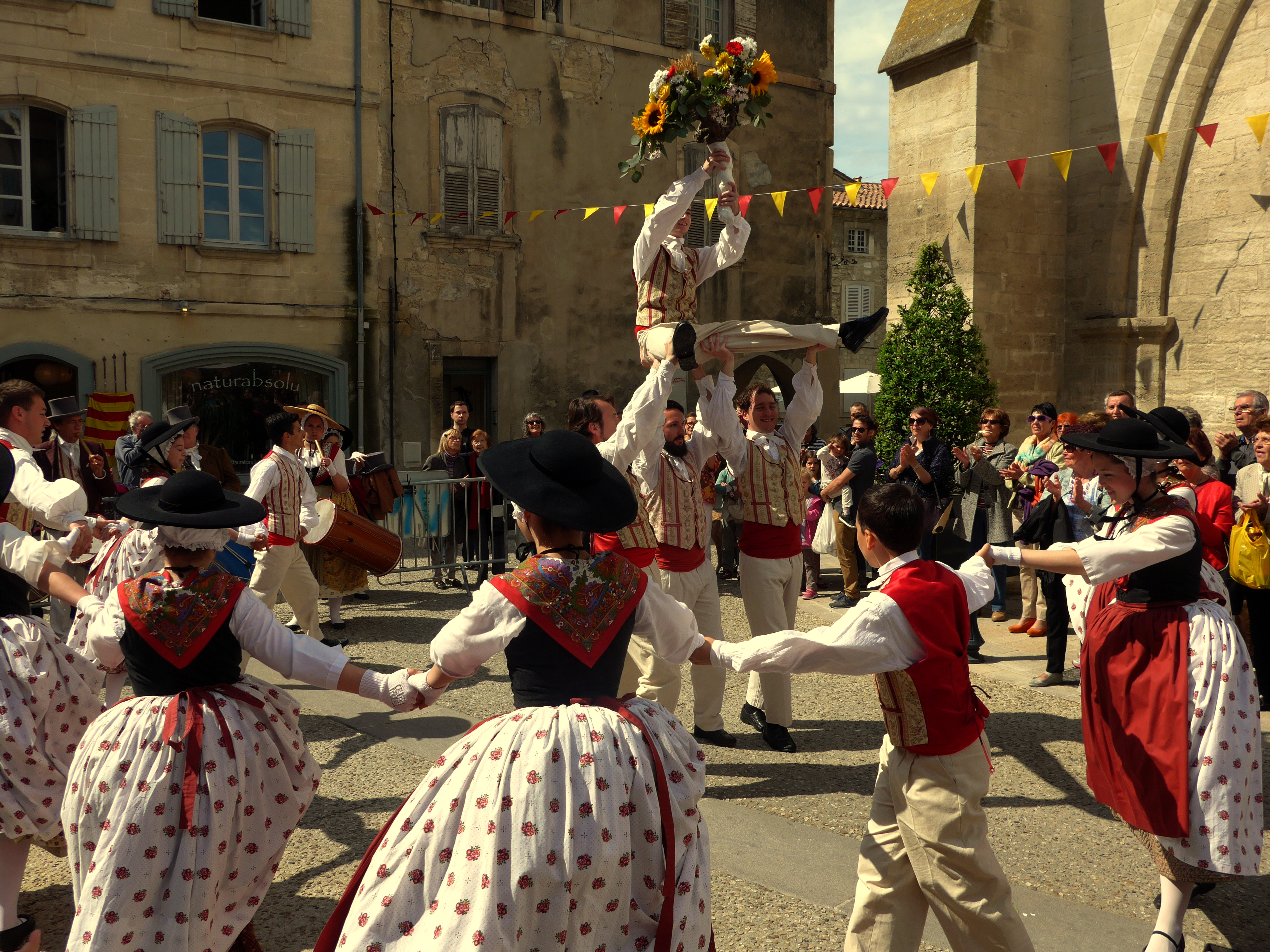
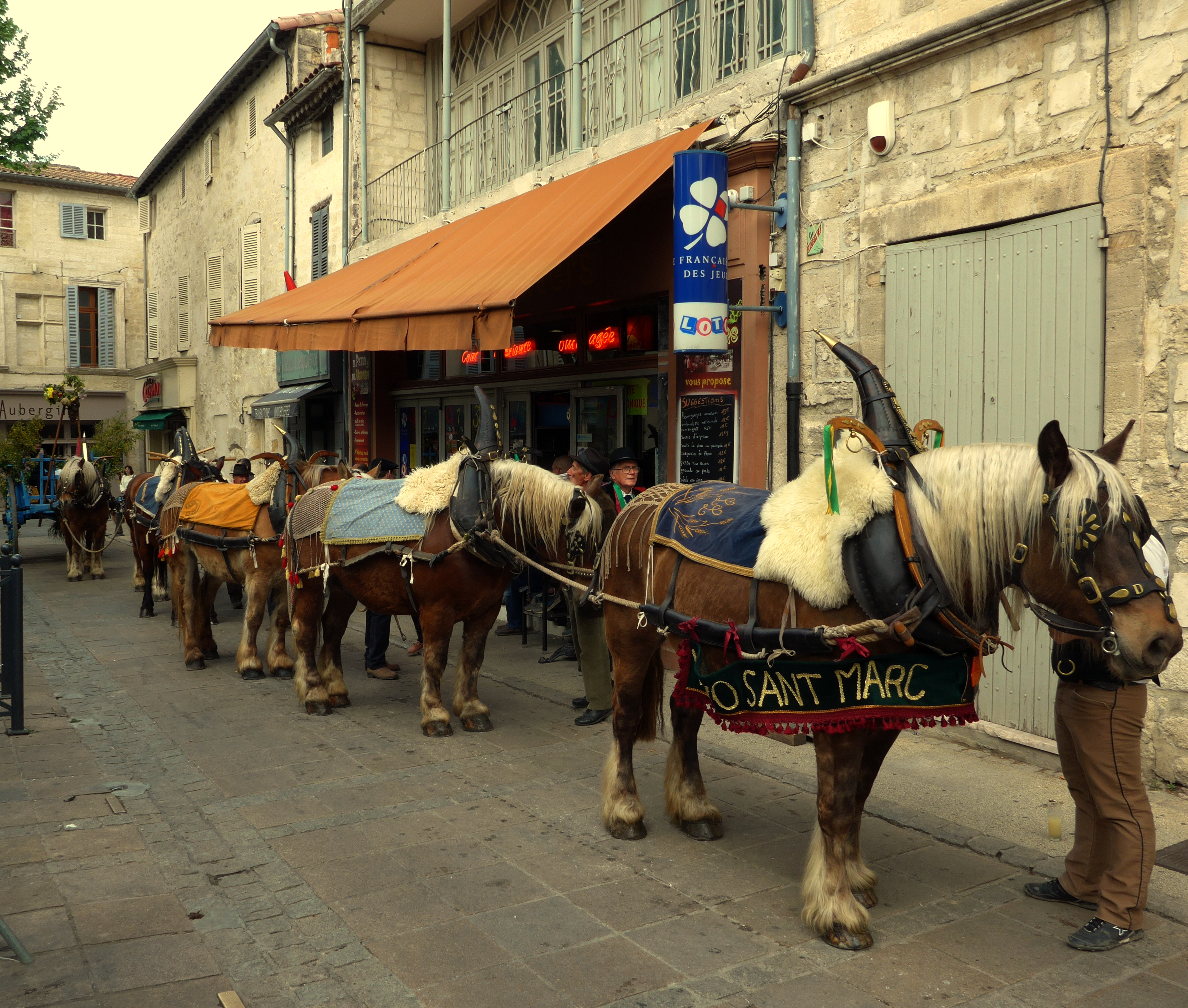
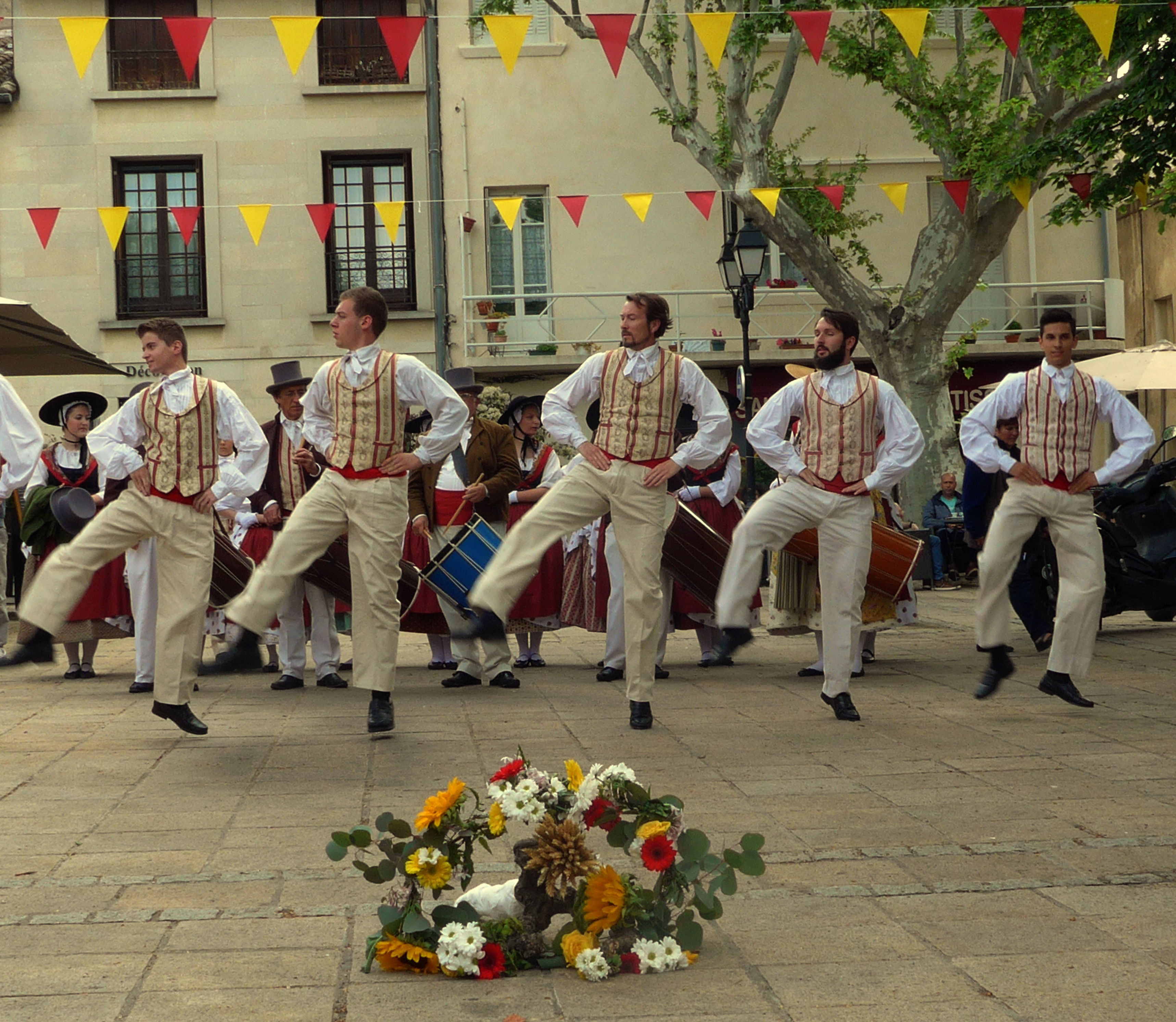